# Cabeza de Buey y Cara de Caballo

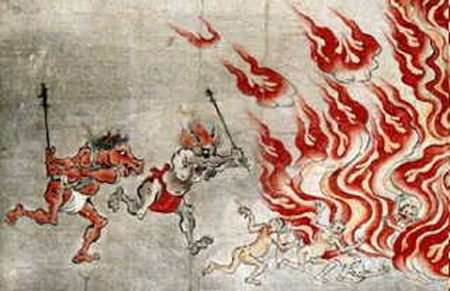
Cabeza de Buey y Cara de Caballo (1200 d. C.)

Cabeza de Buey (chino simplificado: 牛头; chino tradicional: 牛頭; pinyin: niú tóu) y Cara de Caballo (chino simplificado: 马面; chino tradicional: 馬面; pinyin: mǎ miàn) son dos aterradores guardias del inframundo o infierno (Di Yu) en la mitología china, donde los muertos tienen su juicio (y castigo) antes de su nueva reencarnación. Como indican sus nombres, uno tiene la cabeza de un buey, y el otro tiene la cara de un caballo. Son las primeros seres que se encuentran los espíritus al descender al inframundo; en muchas historias directamente acompañan al recién muerto al infierno. Generalmente, se les suele nombrar siempre juntos (y en ocasiones como una misma deidad) (牛头马面/牛頭馬面).
En la novela clásica china Viaje al Oeste, Cabeza de Buey y Cara de Caballo son enviados para capturar a Sun Wukong, el Rey Mono. Sun Wukong consigue derrotarles y hacerles huir. Baja hasta el infierno para tachar su nombre y el de su gente de la lista de almas, garantizándose así su inmortalidad y la de sus monos seguidores. También aparecen en el viaje del emperador Tang, Tai-Chung, por el inframundo, describiendo hordas de seres demoniacos con cabeza de buey y caras de caballo. 

## Cultura popular
- En El lobo solitario y su cachorro, el protagonista, Ogami Itto, tiene visiones de Cabeza de Buey y Cara de Caballo. Se refiere a ellos como "Gozu Mezu" y usa dibujos de ellos para anunciar sus servicios como asesino.
- En la versión animada de InuYasha, los personajes luchan contra Cabeza de Buey y Cara de Caballo para poder entrar en el inframundo, pero solo Sesshōmaru, con la espada Tenseiga, se le permite el paso sin tener que luchar contra Cabeza de Buey y Cara de Caballo.
- Gozumaru y Mezumaru en la versión animada de Nurarihyon No Mago.
- En el lado "Futuro" de Danganronpa V3, uno de los miembros de la Fundación Futuro se apoda "El Gran Gozu", es un luchador experto, y nunca se quita su máscara, la que asemeja a un buey
- Los personajes Dokugozu y Dokumezu de Namco X Capcom y la duologia de Project X Zone están basados en estos seres.

- Datos: Q2184252
- Multimedia: Ox-Head and Horse-Face / Q2184252